# Deicide
I Deicide sono un gruppo musicale death metal statunitense formatosi a Tampa, Florida, nel 1987.
La parola deicide significa "deicidio".

## Storia del gruppo

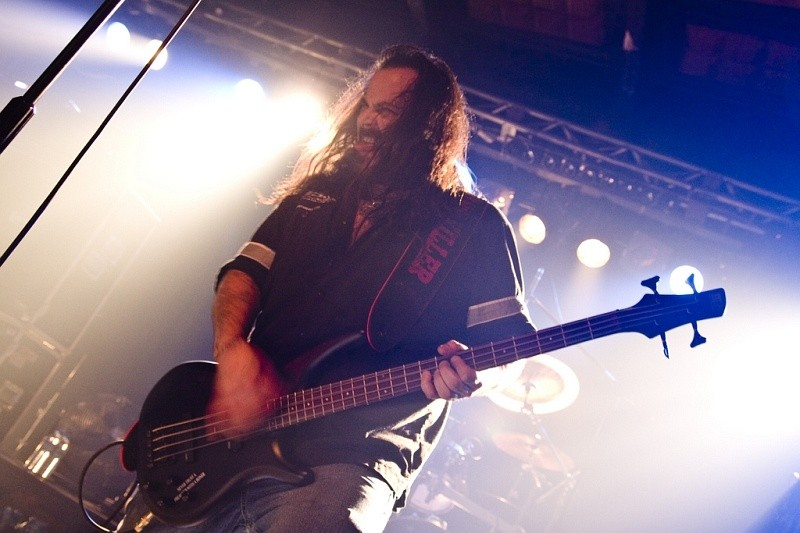
Glen Benton, 2009

I Deicide nacquero a Tampa (Florida) il 21 luglio 1987 dopo che Glen Benton si unì al gruppo, cambiando nome da Carnage ad Amon. In questo periodo vennero distribuiti i demo Feasting the Beast (1987) e Sacrificial (1989). Nel 1989 il nome del gruppo divenne Deicide per costrizione della Roadrunner Records, poiché quello era il nome appartenente al concept dell'album Them di King Diamond.
Nel 1990 il gruppo registrò nuovamente parte dei due precedenti demo e vide pubblicato il suo primo album in studio dal titolo Deicide. Due anni dopo seguì il loro album più noto, Legion, Once Upon the Cross (1995) e Serpents of the Light (1997). Nel 1998 fu rilasciato un album dal vivo registrato alla House of Blues di Chicago dal titolo When Satan Lives. La formazione originale della band era composta da Glen Benton come bassista e cantante, Brian e Eric Hoffman come chitarristi e Steve Asheim come batterista. Questa rimase intatta fino al 25 novembre 2004, quando Glen Benton annunciò che i fratelli Hoffman avevano lasciato la band. Per il resto del tour allora in corso, il loro posto fu preso dall'ex-membro dei Cannibal Corpse Jack Owen e da Dave Suzuki dei Vital Remains. Col proseguire del tour, Suzuki venne sostituito da Ralph Santolla, ex componente di Death, Iced Earth e Sebastian Bach. Santolla ha dichiarato di essere cattolico, e per questo ha ricevuto numerose critiche da parte dei fan.
Mentre i primi due album della band furono generalmente accettati positivamente da pubblico e critica e procurarono ai Deicide una grande fama in tutto il mondo, le successive produzioni hanno sempre generato opinioni discordanti: album come Once Upon the Cross, Serpents of the Light e Scars of the Crucifix hanno ricevuto sia critiche che apprezzamenti. Nel 2006 invece viene pubblicato The Stench of Redemption (a detta di molti, "l'album che i Deicide avrebbero dovuto fare fin dall'inizio"), che grazie alla nuova formazione presenta significative variazioni alla formula sonora tipica dei Deicide, come un quantitativo massiccio di melodia nei riff e negli assoli.
Il 28 aprile 2008 viene pubblicato il nono album Till Death Do Us Part. Le prime copie del cofanetto contenevano all'interno una toppa di stoffa recante la scritta "Glen Benton for President", con il viso del cantante in bianco e nero. In copertina è riportato il dipinto "La donna e la morte" di Hans Baldung.
Il 15 febbraio 2011 i Deicide pubblicano To Hell with God, lavoro che si differenzia dal precedente per il sound più violento, con poche concessioni alla melodia, quasi un ritorno alle origini.
Nel novembre 2016 il chitarrista Jack Owen esce dal gruppo dopo ben 12 anni e 4 album registrati e al suo posto viene annunciato Mark English, appena uscito dai Monstrosity.
Il 28 giugno 2018 i Deicide annunciano il titolo del dodicesimo album, Overtures of Blasphemy, pubblicato il 14 settembre dello stesso anno.
Nel febbraio del 2019 avviene un nuovo cambio di chitarrista con l'uscita di Mark English e l'ingresso di Chris Cannella, già cantante e chitarrista degli Autumn's End e chitarrista di gruppi come Mission 66, N17, Rorschach Test e Hemoptysis.

## Controversie

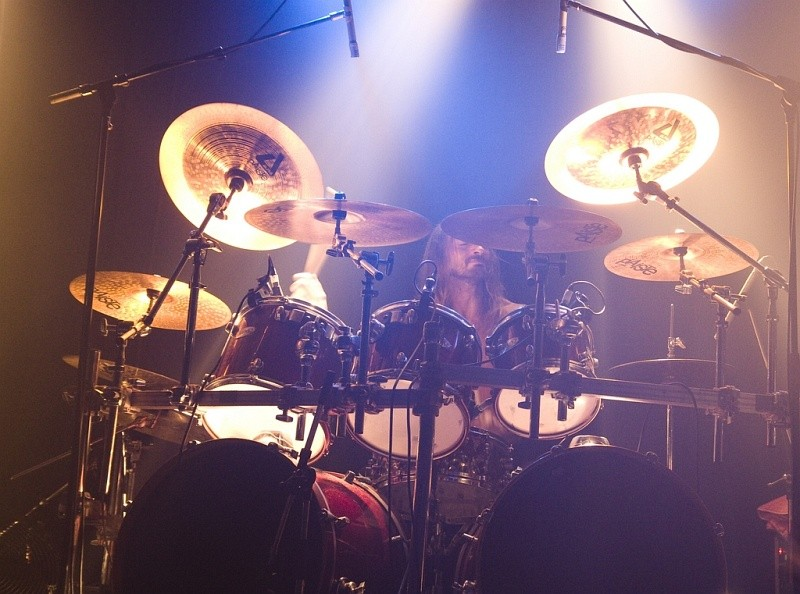
Steve Asheim, 2009

I Deicide sono stati duramente criticati a causa dei loro testi fortemente antagonisti. Questa loro immagine – ed essenza – è tradotta in pratica in molti modi provocatori: il cantante Glen Benton, ad esempio, ha una croce rovesciata marchiata a fuoco sulla fronte.
Il gruppo è stato bandito da molti concerti e festival, come ad esempio a Valparaíso, Cile: la ragione era il poster promozionale della band, che raffigurava Gesù con la fronte trapassata da un proiettile. In un'altra occasione alla band è stata negata la partecipazione all'Hellfest festival a causa della profanazione di numerose tombe nelle vicinanze del concerto, sulle quali era stato scritto "When Satan Rules His World" con vernice spray. La frase era tratta dal titolo di una canzone tratta dall'album Once Upon the Cross (1995).
Il loro video musicale Homage for Satan, che rappresenta un gruppo di zombie che danno la caccia ad un prete, è stato bandito dalla rete televisiva inglese Scuzz TV.

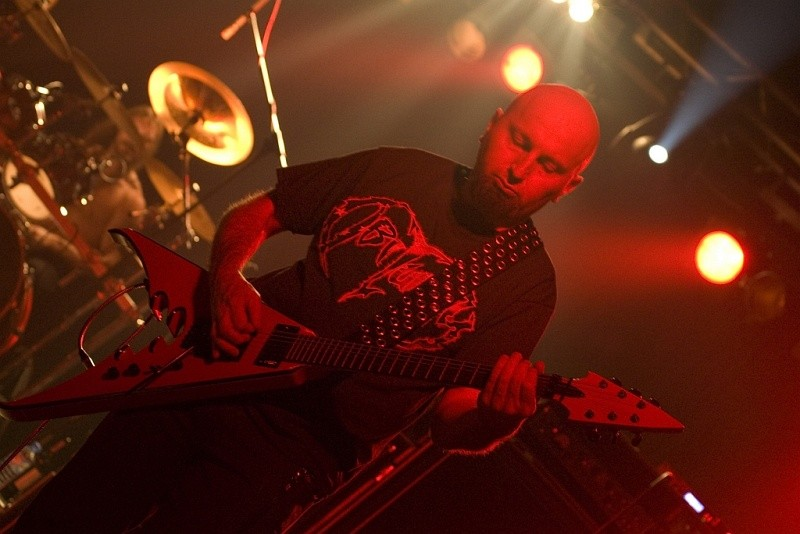
Jack Owen, 2009

Ma non tutti i problemi avuti dai Deicide derivano dalla loro opposizione al cristianesimo. Durante i primi anni novanta in Scandinavia, vi era una fortissima avversione di alcuni fanatici del black metal (Black Metal Inner Circle) nei confronti del death metal, nonostante alcuni membri dell'Inner Circle apprezzassero band come i Morbid Angel.
All'inizio degli anni 90, durante un tour europeo con gli olandesi Gorefest, i Deicide subirono un attentato: mentre i Gorefest erano sul palco a Oslo, una bomba esplose sul palco. Nonostante molti attribuiscano la responsabilità dell'attentato ad attivisti animalisti adirati per le dichiarazioni ed i testi della band sul sacrificio di animali, il cantante Glen Benton attribuisce la responsabilità dell'attentato ad elementi fanatici della scena black metal. Questa tesi è avvalorata dal fatto che in quegli anni Euronymous dei Mayhem disprezzava il nuovo corso della scena death metal, da lui ritenuto incoerente e venduto.

## Formazione

### Attuale
- Glen Benton – voce, basso (1987-presente)
- Steve Asheim – batteria (1989-presente), chitarra (2007-2008)
- Kevin Quirion – chitarra (2008-2009, 2009-2010, 2011-presente)
- Taylor Nordberg – chitarra (2022-presente)

### Ex componenti
- Brian Hoffman – chitarra (1987-2004)
- Eric Hoffman – chitarra (1987-2004)
- Ralph Santolla – chitarra (2005-2007, 2008, 2010-2011)
- Jack Owen – chitarra (2004-2016)
- Mark English – chitarra (2016-2019)
- Chris Cannella – chitarra (2019-2022)

### Turnisti
- Dave Suzuki – chitarra (2004-2005)
- Seth van Loo – voce (5-8 gennaio 2007)
- Garbaty "Yaha" – voce, basso (9-13 gennaio 2007)
- Jason Peppiatt – voce (12-13 gennaio 2007)
- Martin Pedersen – voce (12-13 gennaio 2007)
- Solomon J. Lucifer Christ – voce (12-13 gennaio 2007)

## Discografia

### Album in studio
- 1990 – Deicide
- 1992 – Legion
- 1995 – Once Upon the Cross
- 1997 – Serpents of the Light
- 2000 – Insineratehymn
- 2001 – In Torment in Hell
- 2004 – Scars of the Crucifix
- 2006 – The Stench of Redemption
- 2008 – Till Death Do Us Part
- 2011 – To Hell with God
- 2013 – In the Minds of Evil
- 2018 – Overtures of Blasphemy
- 2024 – Banished by Sin

### Album dal vivo
- 1998 – When Satan Lives
- 2006 – Doomsday L.A.
- 2010 – Live in Nottingham

### Raccolte
- 1993 – Amon: Feasting the Beast
- 2003 – The Best of Deicide
- 2013 – The Complete Roadrunner Collection 1990-2001
- 2016 – The Best of Deicide

## Videografia

### Album video
- 2006 – When London Burns
- 2007 – Doomsday L.A.